# ジョセフ・ヒース
ジョセフ・ヒース FRSC（Joseph Heath、1967-）はカナダの哲学者。トロント大学の哲学教授であり、同大倫理学センターの元所長である。公共政策学部でも教鞭をとっている。1990年にマギル大学で文学士号を取得した。教師にはチャールズ・テイラーが含まれる。修士号と哲学博士号（1995）はノースウェスタン大学で取得し、トーマス・A・マッカーシーとユルゲン・ハーバーマスに師事した。『反逆の神話』を含む一般書や専門書を発表している。哲学における成果は、政治哲学、ビジネス倫理、合理的選択理論、行動理論、批判理論の論文や著書などである。
ヒースは、Pierre Elliott Trudeau Foundation Fellowship（2012）の受賞者である 。2013年にはカナダ王立協会に任命された。著書『啓蒙思想2.0』が2014年にShaughnessy Cohen Prize for Political Writingを受賞した。

## 著書

### 一般書
- Heath, Joseph The Efficient Society: Why Canada is as Close to Utopia as it Gets Viking, 2001. ISBN 0670891495 （未訳）
- ジョセフ・ヒース、アンドリュー・ポッター 著、栗原 百代 訳『反逆の神話:カウンターカルチャーはいかにして消費文化になったか』NTT出版、2014年。ISBN 978-4757143203。
- ジョセフ・ヒース 著、栗原 百代 訳『資本主義が嫌いな人のための経済学』NTT出版、2014年。ISBN 978-4757122819。
- ジョセフ・ヒース 著、栗原 百代 訳『啓蒙思想2.0―政治・経済・生活を正気に戻すために』NTT出版、2014年。ISBN 978-4757143197。

### 専門書
- Heath, Joseph "Communicative Action and Rational Choice" MIT, 2003.  ISBN 9780262275156 (未訳)
- ジョセフ・ヒース 著、瀧澤 弘和 訳『ルールに従う―社会科学の規範理論序説』NTT出版、2013年。ISBN 978-4757142367。
- Heath, Joseph "Morality, Competition, and The Firm: The Market Failures Approach to Business Ethics" Oxford University Press, 2014. ISBN 9780199990481 (未訳)

## メディア出演
- 「思考のオルタナティブ 分断を超える哲学 ジョセフ・ヒース」（2023年10月31日、NHK Eテレ）[6]